# Diagramma melanacrum
Diagramma melanacrum és una espècie de peix pertanyent a la família dels hemúlids.

## Descripció
- Pot arribar a fer 45 cm de llargària màxima.
- 10-11 espines i 22-24 radis tous a l'aleta dorsal i 3 espines i 6-7 radis tous a l'anal.[5][6]

## Hàbitat
És un peix marí, bentopelàgic i de clima tropical.

## Distribució geogràfica
Es troba a Indonèsia, Borneo, les illes Filipines i les illes Ashmore i Cartier (el mar de Timor).

## Observacions
És inofensiu per als humans.